# Bomarsund-erőd
A Bomarsund egy 19. századi orosz katonai erődrom a Finnországhoz tartozó Åland-szigetcsoport főszigetén.

## Története
Az 1808–1809-es orosz-svéd háborút lezáró haminai (fredrikshamni) béke alapján az Åland-szigeteket Svédországtól Oroszországhoz csatolták. A cári Oroszország erődök egész sorát hozta létre a hadászatilag rendkívül értékes területen. Ezek közül a legjelentősebb a Fő-sziget keleti felén épített Bomarsund-erőd volt. Az erőd célja az lett volna, hogy Oroszországot megvédje a nyugati irányból érkező – elsősorban svéd – ellenség támadásaitól. 
1854-ben a krími háború idején egy 25 hajóból álló egyesített francia–brit hajóhad, rajta 10 000 emberrel, ostrom alá vette a félkész Bomarsund-erődöt, amelynek védelme 2200 katonából és körülbelül 100 védőütegből állt. A védők két nap után kapituláltak és feladták a létesítményt, amit a győztesek leromboltak, így ma már csak a romjai láthatók. A krími háborút lezáró párizsi békeszerződés demilitarizált övezetté nyilvánította Ålandot. Az egykori erőd területén ma szabadtéri múzeum működik.